# Ga Chang-dong
Ga Chang-dong (Tiếng Hàn: 창동역, Hanja: 倉洞驛) là ga trung chuyển cho Tàu điện ngầm vùng thủ đô Seoul tuyến 1 và Tàu điện ngầm vùng thủ đô Seoul tuyến 4 nằm ở Chang-dong, Dobong-gu, Seoul. Một trung tâm thương mại được lên kế hoạch cho nó, nhưng mảnh đất trống đó chưa được phát triển. Nhà ga này là quê hương của quầ hàng pojangmacha.

## Lịch sử
- Tháng 10 năm 1911: Bắt đầu hoạt động như một ga thông thường sau khi Tuyến Gyeongwon được khai thông.
- 1 tháng 7 năm 1967: Việc xử lý hàng hóa ngừng [3]
- 11 tháng 9 năm 1968: Tiếp tục xử lý hàng hóa [4]
- 13 tháng 9 năm 1983: Tên ga Tàu điện ngầm Seoul tuyến 4 được quyết định là Ga Changdong[5]
- 20 tháng 4 năm 1985: Tàu điện ngầm Seoul tuyến 4 đoạn Sanggye ~ Đại học Hansung được mở.
- 22 tháng 8 năm 1985: Với việc khai trương đoạn Ga Seongbuk (nay là Ga Đại học Kwangwoon) ~ Ga Changdong của Tuyến 1, nó đã trở thành một ga trung chuyển.
- 22 tháng 12 năm 1985: Xây dựng mới ga Tuyến 1
- 21 tháng 12 năm 2005: Với việc khai trương Ga Dongmyo, số ga của Tuyến 1 thay đổi từ 117 thành 116.
- 1 tháng 11 năm 2007: Việc xử lý hàng hóa chấm dứt.
- 11 tháng 9 năm 2021: Thay đổi sân ga Tuyến 1 và vận hành cửa lưới trên sân ga đã thay đổi

## Bố trí ga

### Tuyến số 1 (1F)
| ↑ Banghak  |    |    |  |  |    |    |  |  |  |
|            | １ | ２ |  |  | ３ | ４ |  |  |  |
| Nokcheon ↓ |    |    |  |  |    |    |  |  |  |

| １ | –         | Nền tảng chưa sử dụng                                   |
| ２ | ● Tuyến 1 | ← Hướng đi Uijeongbu · Yangju · Dongducheon · Yeoncheon |
| ３ | ● Tuyến 1 | → Hướng đi Đại học Kwangwoon · Guro · Incheon →         |
| ４ | –         | Nền tảng chưa sử dụng                                   |

| Tuyến và hướng                      | Chuyển tuyến nhanh |
| ----------------------------------- | ------------------ |
| Tuyến 1 (Hướng Yeoncheon) → Tuyến 4 | 4-4, 8-1           |
| Tuyến 1 (Hướng Incheon) → Tuyến 4   | 3-4, 7-1           |

Ban đầu, nền tảng 2 và 3 chủ yếu được sử dụng, nhưng từ tháng 9 năm 2021, nền tảng này đã được thay đổi thành nền tảng 1 và 4 do việc xây dựng nhà ga tư nhân tại Ga Changdong được nối lại. Dự kiến hoàn thành vào tháng 2 năm 2022, nhưng tiến độ xây dựng rất chậm. Nền tảng 2 và 3 hoạt động trở lại vào ngày 14 tháng 4 năm 2024.

### Tuyến số 4 (3F)
| Nowon ↑    |
| \| N/B     |
| ↓ Ssangmun |

| Hướng Bắc | ● Tuyến 4 | ← Hướng đi Nowon · Danggogae · Byeollae Byeolgaram · Jinjeop |
| Hướng Nam | ● Tuyến 4 | → Hướng đi Dongdaemun · Sadang · Geumjeong · Sanbon · Oido → |

| Tuyến và hướng                      | Chuyển tuyến nhanh |
| ----------------------------------- | ------------------ |
| Tuyến 4 (Hướng Danggogae) → Tuyến 1 | 3-4                |
| Tuyến 4 (Hướng Oido) → Tuyến 1      | 8-1                |

## Xung quanh nhà ga
| Lối ra \| 나가는 곳 \| Exit \| 出口 | Lối ra \| 나가는 곳 \| Exit \| 出口 |
| ----------------------------------- | --- |
| 1                                   | Văn phòng thuế Nowon Đồn cảnh sát Dobong Chang4-dong · Trung tâm cộng đồng Chang 4-dong Khu vực Chang-dong Bãi đậu xe trung chuyển Changdong Trung tâm Văn hóa và Thể thao Trường Đông Trung tâm lưu giữ xe Changdong Khu phức hợp Changdong Jugong 17~19 Donga Cheongsol APT Donga APT Ssangyong APT Trung tâm đào tạo thanh thiếu niên Dobong-gu Hanaro Mart chi nhánh Chang-dong                |
| 2                                   | Chang 5-dong · Trung tâm cộng đồng Chang 5-dong Phòng giáo dục phía Bắc Tổng công ty quản lý cơ sở Dobong-gu Trường tiểu học Changdong Trường tiểu học và trung học cơ sở Changil Bưu điện Chang 5-dong Khu phức hợp Changdong Jugong 1, 2, 3 Changdong Hyosung · Sangah APT Donga Green APT Văn phòng đăng ký tòa án quận phía Bắc Seoul Samsung Raemian Changdong APT E-Mart chi nhánh Changdong |

## Hình ảnh

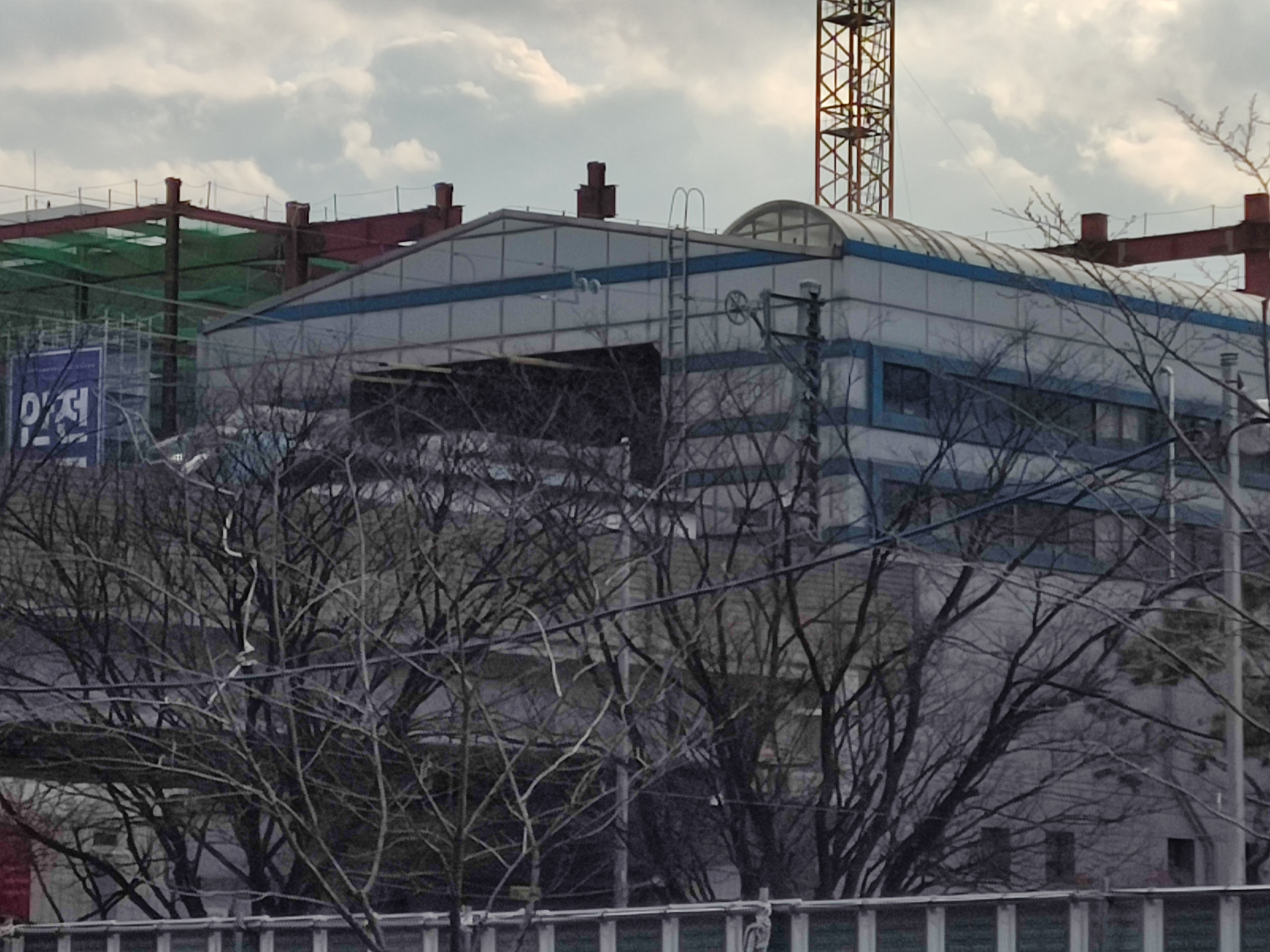
Nhà ga Tuyến 4
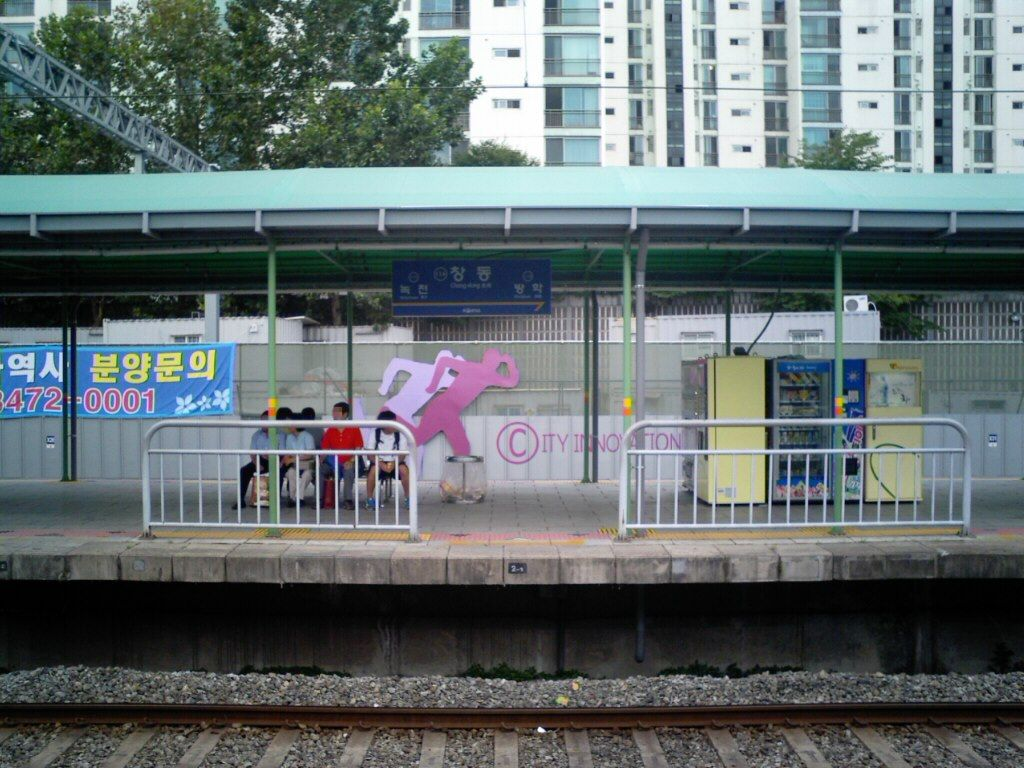
Sân ga Tuyến 1 (trước khi xây dựng nhà ga riêng, trước khi mở rộng sân ga và lắp đặt cửa chắn)
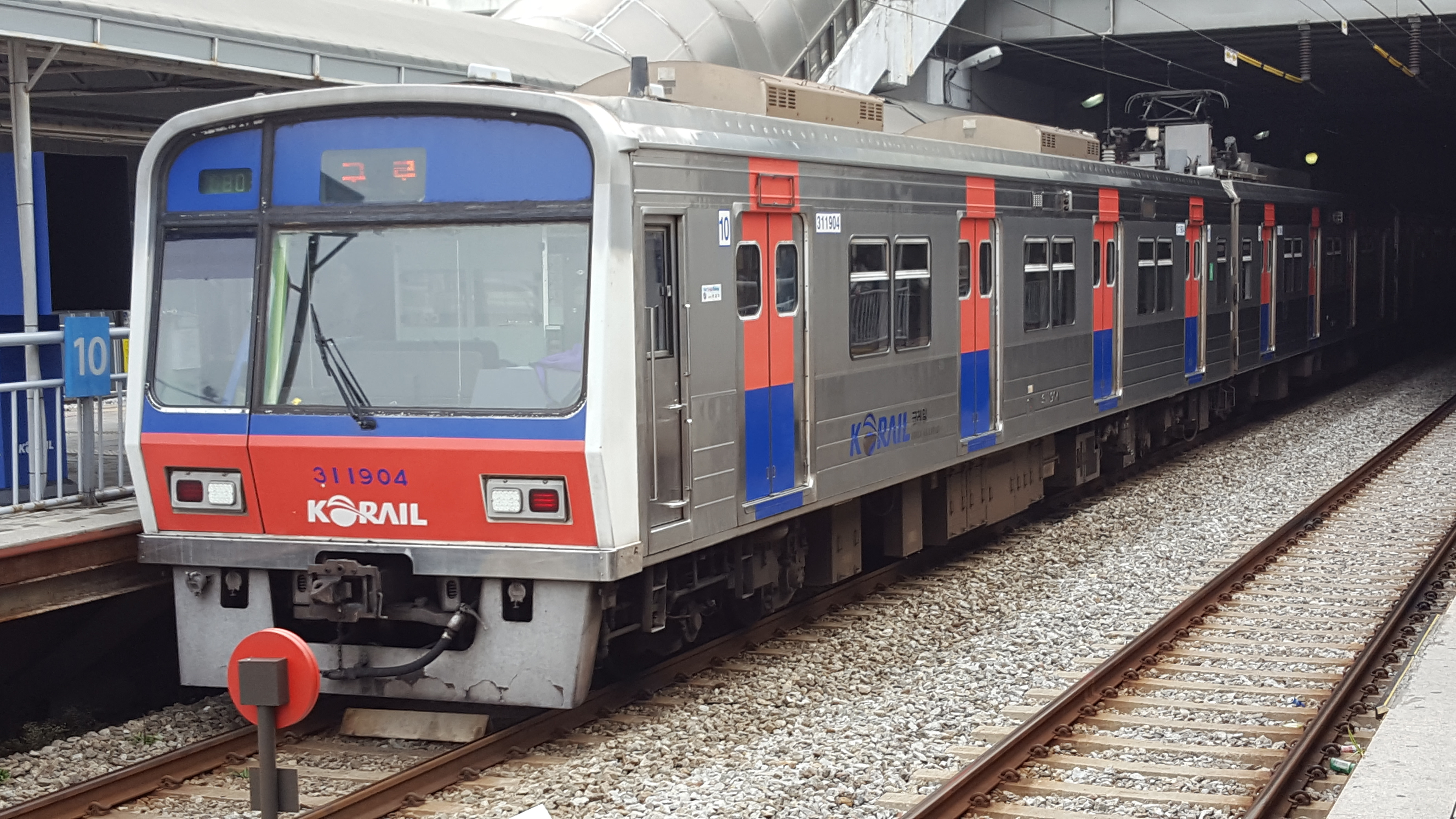
Tàu 31104 dừng tại ga Chang-dong (trước khi xây dựng nhà ga riêng, trước khi mở rộng sân ga và lắp đặt cửa chắn)
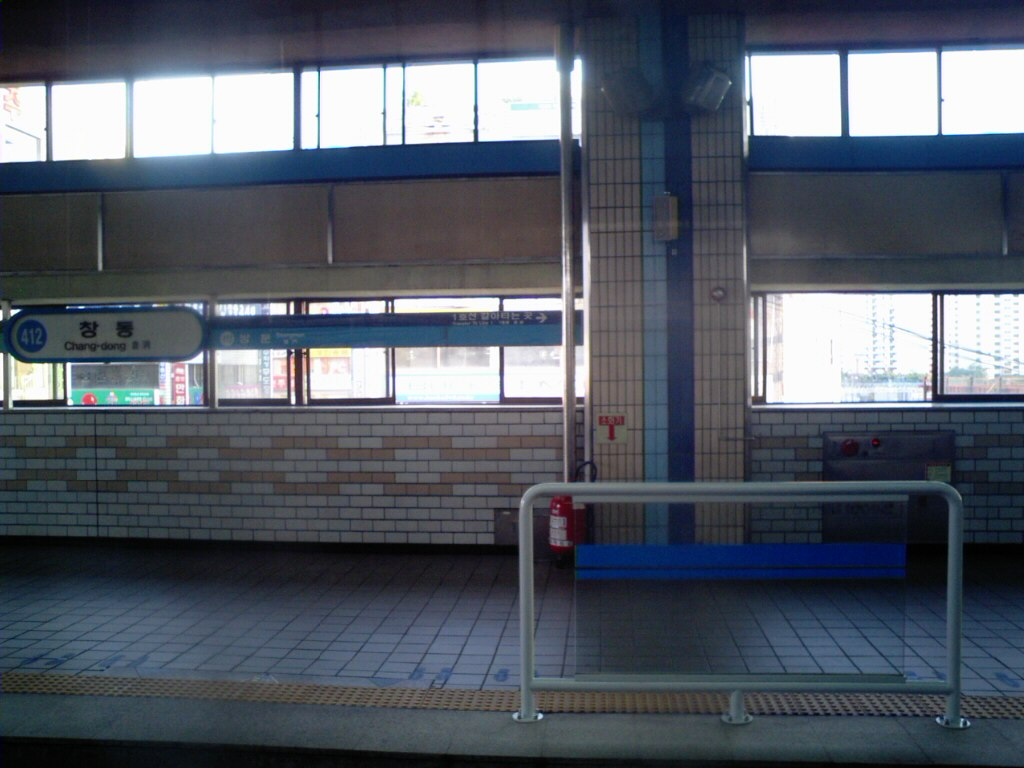
Sân ga Tuyến 4 hướng tới Ga Jinjeop (Trước khi lắp đặt cửa chắn)
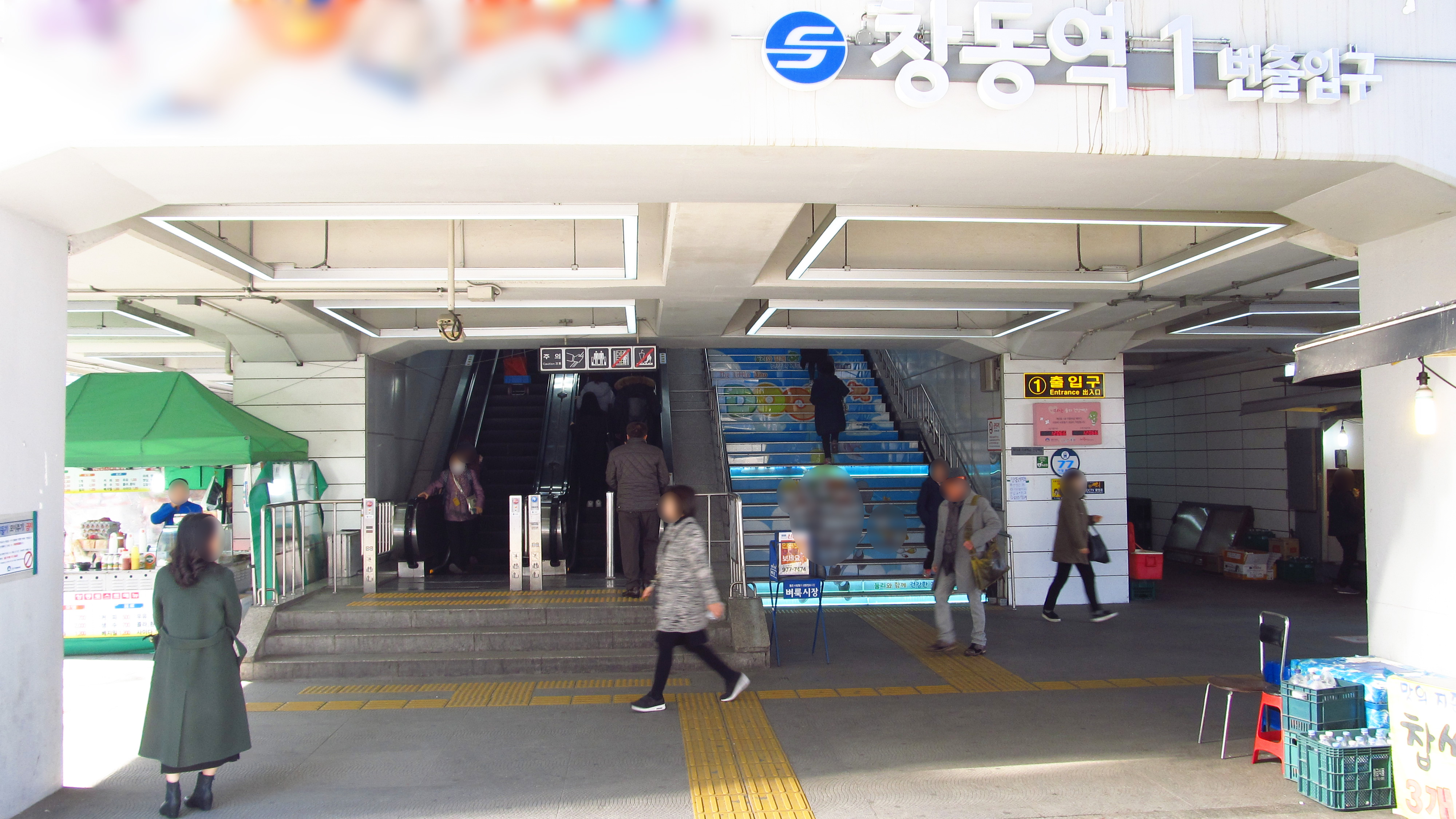
Lối vào ga Chang-dong